# 拉巴罗什苏吕塞
拉巴罗什苏吕塞（法語：La Baroche-sous-Lucé，意为“吕塞下方的拉巴罗什”）是法国奥恩省的一个旧市镇，位于该省西南部，属于阿朗松区。该旧市镇总面积22.18平方公里，2009年时的人口为387人。
拉巴罗什苏吕塞已于2016年1月1日起和相邻的另外6个市镇合并成为"瑞维尼-瓦勒当代讷"（Juvigny Val d'Andaine）

## 人口
拉巴罗什苏吕塞人口变化图示